# 多明戈·弗朗西斯科·桑切斯

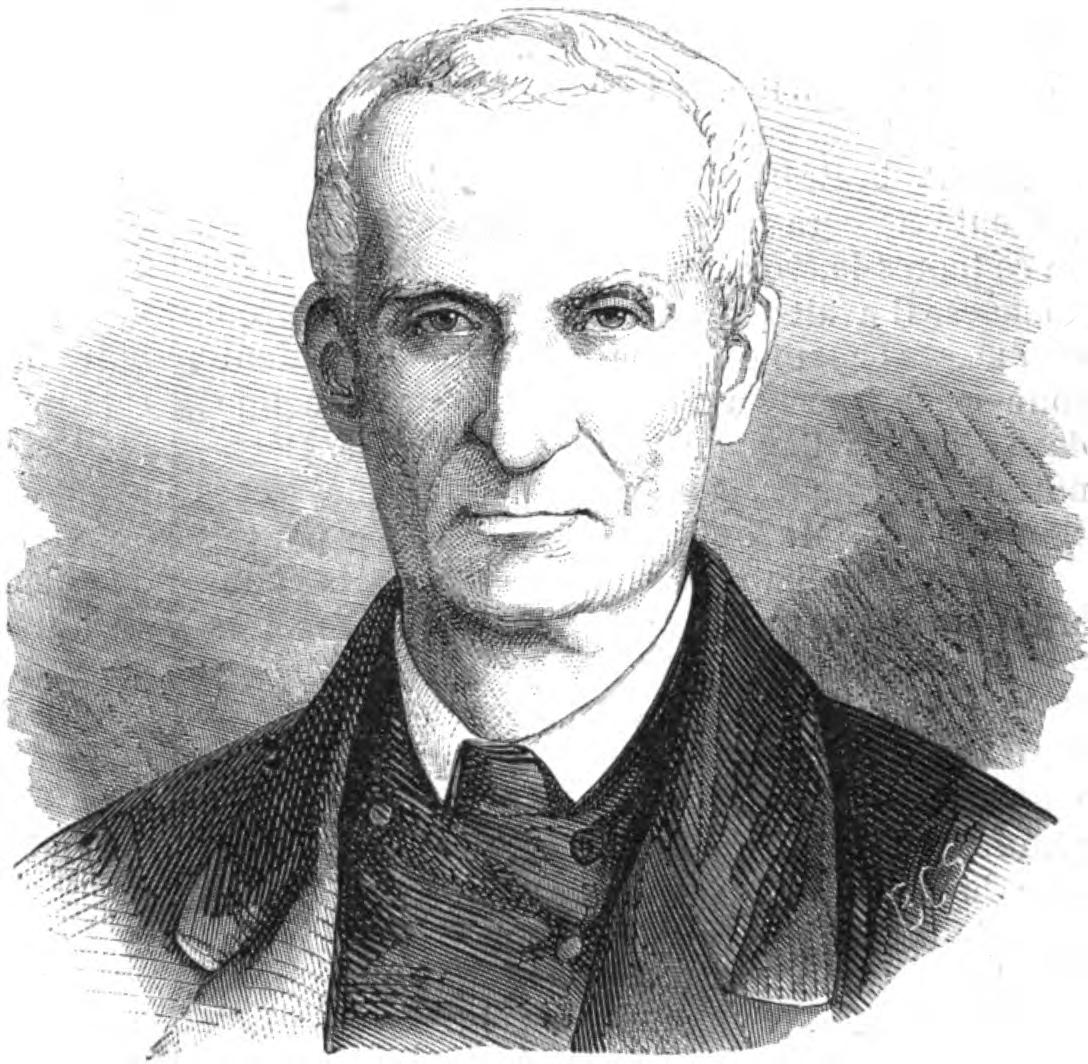
多明戈·弗朗西斯科·桑切斯

多明戈·弗朗西斯科·桑切斯（西班牙語：Domingo Francisco Sánchez；1795年3月20日—1870年3月1日)是巴拉圭的副总统，从1862年到1870年，他一直在弗朗西斯科·索拉诺·洛佩斯的政府中担任该职务。桑切斯是为数不多的曾在加斯帕尔·罗德里格斯·德·弗朗西亚、卡洛斯·安东尼奥·洛佩斯和弗朗西斯科·索拉诺·洛佩斯政府中任职的官员之一。
1870年3月1日，他与巴西士兵在巴拉圭战争的最后一场战役——赛罗考拉战役中战死，与他并肩作战的还有洛佩斯和国务卿路易斯·卡米诺斯。

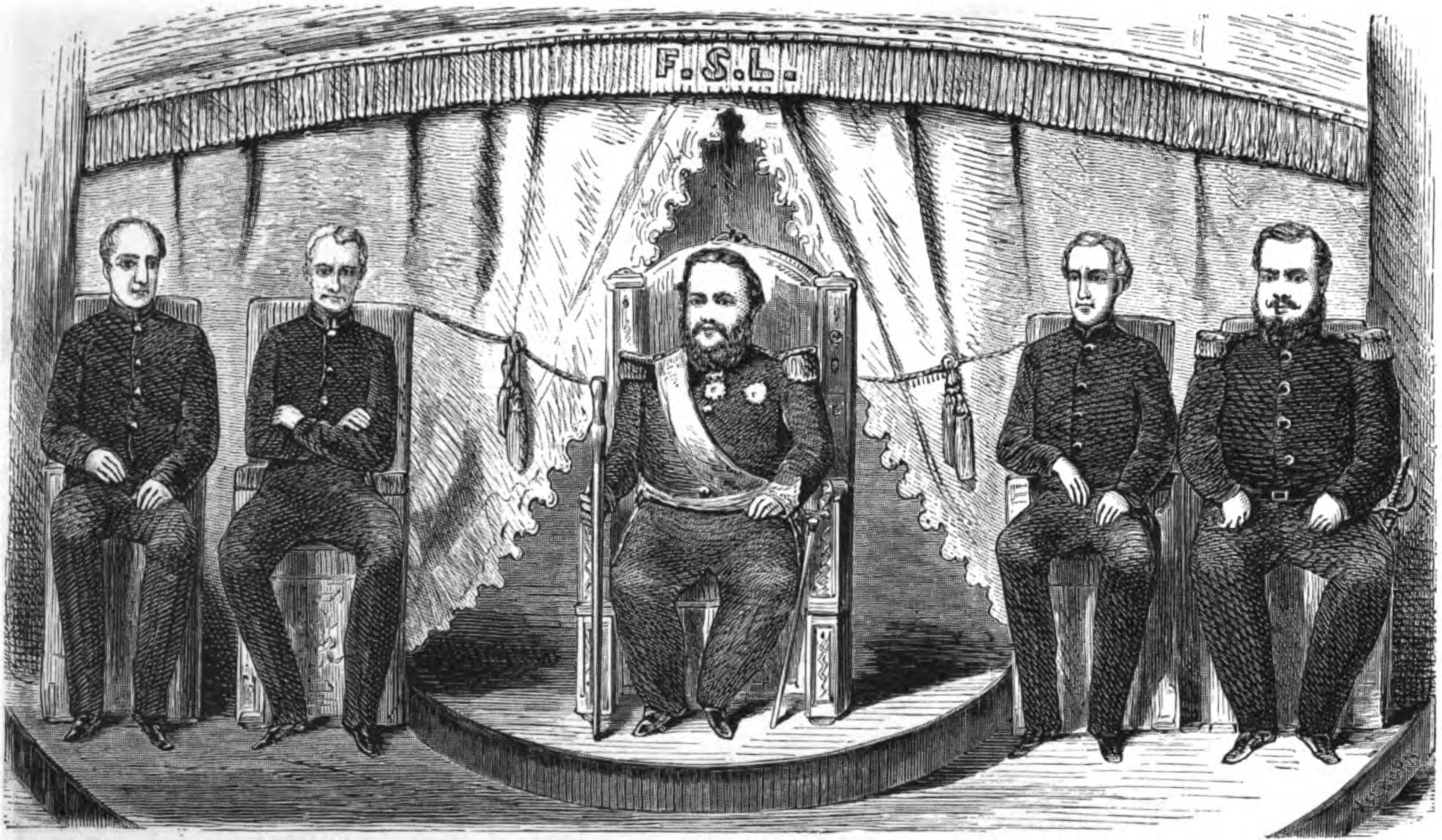
洛佩兹和他的内阁(从左到右:冈萨雷斯、桑切斯、洛佩兹、贝热斯·E·贝南西奥·洛佩兹)